# NGC 4550
NGC 4550 (również PGC 41943 lub UGC 7757) – galaktyka soczewkowata (SB0), znajdująca się w gwiazdozbiorze Panny. Odkrył ją William Herschel 17 kwietnia 1784 roku. Jest to galaktyka z aktywnym jądrem typu LINER. Należy do Gromady w Pannie.